# Goddess Bunny
Sandra "Sandie" Crisp (Santa Mónica, California; 13 de enero de 1960-Los Ángeles, California; 27 de enero de 2021), conocida como The Goddess Bunny mundialmente La Morsa, fue una actriz, cantante y modelo transgénero estadounidense de películas independientes muy popular en la cultura underground.
Se hizo famosa por un vídeo reeditado, bastante difundido por Internet, cuyo nombre es Obedece a la morsa creado por el exusuario de YouTube "ObeyDaWalrus" (usuario de YouTube originario de México que subió el vídeo el 5 de octubre del 2007). El vídeo en realidad trata de un segmento de The Goddess Bunny, un documental de 1994 centrado en su vida.

## Biografía
Sandie nació el 13 de enero de 1960 en Santa Mónica, California, hija de John Wesley Baima y Betty Baima. Salió del armario como mujer transgénero a los 14 años.
Sufrió abuso sexual cuando era niña ya que cuando sus padres se separaron, Sandie acabó en un orfanato, donde fue violada. Ya en su adultez también sufrió una violación múltiple de parte de unos delincuentes siendo perpetrada en una camioneta. Trabajó en la prostitución por dos años, y se casó con un hombre el cual murió en la década de 1980. Ya en la década de 1990, decidió volverse drag queen y cambiar su nombre a «The Goddess Bunny», con el que ganó popularidad en la escena Underground de Hollywood en la comunidad LGBTQ en la ciudad de Los Ángeles, California. Tras padecer de polio, recibió una terapia negligente e irresponsable por parte de los médicos, quienes le implantaron una barra de acero que abarcó desde la zona superior a la inferior de su columna vertebral con el fin de reforzarla, la cual afectó a su postura y detuvo su crecimiento. Nunca se le retiró de la espalda.
Anteriormente, en 1986, trabajó como modelo del fotógrafo Joel-Peter Witkin realizando un desnudo artístico para la obra fotográfica Leda, llevada a cabo en Los Ángeles, y que fue presentada en las principales exposiciones mundiales.
En 1994, tras el rodaje de The Goddess Bunny, se casó con un exconvicto recién liberado de prisión, llamado Rocky. Habitó por un tiempo en una casa remolque con él y su suegra, que era una creyente cristiana. No obstante, tuvo que terminar su relación debido a que fue víctima de violencia intrafamiliar perpetrado por su pareja sentimental.
Después de volverse Drag Queen, inició su transición y cambió su nombre a "Sandie Crisp".
En las elecciones presidenciales de Estados Unidos de 2020, Crisp anunció su candidatura como candidata por escrito a la presidencia de los Estados Unidos.
Después de luchar contra la poliomielitis y el VIH durante la mayor parte de su vida, murió a causa de las complicaciones de la COVID-19 en un hospital de Los Ángeles el 27 de enero de 2021, a los 61 años.

## Fenómeno de Internet
En octubre de 2007 salió un fuerte rumor de un video de nombre Obedece a la morsa donde aparece bailando tap con un paraguas en manos, bajo la canción infantil (de manera distorsionada) "La pequeña araña" de la serie infantil Barney y sus amigos; el vídeo se hizo muy popular debido a que tenía un aura de inquietante por la condición de Sandie Crisp debido a su enfermedad (la polio), fue subido a YouTube por un usuario llamado ObeyDaWalrus (cuyo canal se encuentra cerrado actualmente, pero debido a la popularidad de su video, se ha resubido en varias ocasiones), cuyos videos eran de corte similar, es decir, debido a su tétrico contenido, se hicieron varias leyendas urbanas creyendo que el video contenía un gran número de mensajes subliminales o podía traer una maldición y pesadillas a las personas que veían el vídeo y les causaba terror y se sentían perturbados; no obstante, esto es completamente falso ya que el video es en realidad un fragmento de su documental biográfico y se destacan muchos efectos audiovisuales computarizados; como audio al revés y eco.

## Filmografía
| Año  | Título                                 | Papel                | Notas                                  |
| ---- | -------------------------------------- | -------------------- | -------------------------------------- |
| 1986 | Hollywood Vice Squad                   | Secretaria           | Película independiente                 |
| 1989 | The Goddess Bunny Channels Shakespeare | Ella misma           | Película directa a video               |
| 1989 | The Drift                              | Condesa              | Película directa a video               |
| 1990 | The Ma Barker Story                    | Ma Barker            |                                        |
| 1994 | The Goddess Bunny                      | Ella misma           | Película independiente directa a video |
| 2002 | S                                      | Ella misma           | Cortometraje                           |
| 2006 | The Three Trials                       | Comensal             |                                        |
| 2010 | King Shoot                             | Cameo/Novia del Papa |                                        |